# Comuna Delești, Vaslui
Delești este o comună în județul Vaslui, Moldova, România, formată din satele Albești, Delești (reședința), Fundătura, Hârsova, Mânăstirea și Răduiești.

## Așezare
Comuna Delești este situată la 17 km de municipiul Vaslui., în partea de sud-vest a Podișului Central Moldovenesc, fiind străbătută de râul Buda.

## Demografie
Componența etnică a comunei Delești
     Români (92,58%)
     Alte etnii (0,27%)
     Necunoscută (7,15%)
Componența confesională a comunei Delești
     Ortodocși (92,32%)
     Alte religii (0,54%)
     Necunoscută (7,15%)
Conform recensământului efectuat în 2021, populația comunei Delești se ridică la 1.861 de locuitori, în scădere față de recensământul anterior din 2011, când fuseseră înregistrați 2.358 de locuitori. Majoritatea locuitorilor sunt români (92,58%), iar pentru 7,15% nu se cunoaște apartenența etnică. Din punct de vedere confesional, majoritatea locuitorilor sunt ortodocși (92,32%), iar pentru 7,15% nu se cunoaște apartenența confesională.

## Istorie
La sfârșitul secolului al XIX-lea, comuna nu exista, iar satele ei (Delești, Albești și Răduiești), erau parte a comunei Chetrești (în prezent, sat în comuna Bălteni). De asemenea, satul Hârsova forma la acea vreme, o comună cu același nume, care făcea parte din plasa Racova a județului Vaslui, și care era alcătuită din satele Hârsova-Răzeși, Hârsova-Mănăstirei și Fundătura, având o populație de 1102 de locuitori, existând aici o biserică.
Anuarul Socec din 1925 consemnează deja contopirea satelor Hârsova-Răzeși și Hârsova-Mănăstirei pentru a forma satul Hârsova. Comuna Hârsova este consemnată pe teritoriul plășii Delești din același județ, având o populație de 1370 de locuitori (în satele Hârsova, Mănăstirea și Fundătura).  Comuna Delești se înființează de abia în anul 1931, după regruparea comunelor rurale și urbane (pe teritoriul județului Vaslui), cu satele Delești, Albești, Răduiești, Chetrești și Fundoaia.
În 1950, județele au fost desființate, după venirea regiumului comunist la putere, iar comunele au fost înglobate în regiunea Bârlad, dar după șase ani mai târziu, regiunea se desființează, iar comunele au fost transferate regiunii Iași. 
La acea perioadă, s-a format și comuna Bălteni, după desprinderea de fosta comună Brodoc, iar satul Chetrești a fost transferat de la comuna Delești la comuna Bălteni. Tot atunci, satul Fundoaia a fost desființat.
În anul 1968, se revine la împărțirea țării pe județe, iar comuna a fost transferată județului Vaslui, căpătând forma actuală. Tot atunci, comuna Hârsova a fost desființată, iar satele ei au fost incluse în comuna Delești.

## Politică și administrație
Comuna Delești este administrată de un primar și un consiliu local compus din 11 consilieri. Primarul, Daniel Dobranici[*], de la Partidul Național Liberal, este în funcție din octombrie 2020. Începând cu alegerile locale din 2024, consiliul local are următoarea componență pe partide politice:
|  | Partid                          | Consilieri | Componența Consiliului | Componența Consiliului | Componența Consiliului | Componența Consiliului | Componența Consiliului |
|  | ------------------------------- | ---------- | ---------------------- | ---------------------- | ---------------------- | ---------------------- | ---------------------- |
|  | Partidul Național Liberal       | 5          |                        |                        |                        |                        |                        |
|  | Partidul Social Democrat        | 3          |                        |                        |                        |                        |                        |
|  | Alianța pentru Unirea Românilor | 2          |                        |                        |                        |                        |                        |
|  | Uniunea Salvați România         | 1          |                        |                        |                        |                        |                        |

## Obiective turistice
- Biserica de lemn „Sfântul Gheorghe” din Raduiesti,
- Biserica de lemn „Adormirea Maicii Domnului” din Mânăstirea
- Rezervația de „Stejar pletos Hârboanca” din Delești.

## Evenimente locale
- „Duminica Mare” - Hramul satului Delești
- „Adormirea Maicii Domnului” (15 august) - Hramul satului Hârșova.
- ''Buna-Vestire'' (25 martie)- Hramul satului Delesti